# Peking Express: De Revolutieroute
Peking Express: De Revolutieroute was de vijfde editie van het Belgisch-Nederlandse televisieprogramma Peking Express.
Na Azië in de eerste drie edities en Zuid-Amerika in de vierde editie, liftten de deelnemers in deze editie door Midden- en Zuid-Amerika. Landen met een revolutionair verleden of heden stonden centraal. De start was in Mexico-Stad in Mexico en vervolgens ging het via Nicaragua naar Venezuela, waar de hoofdstad Caracas de finaleplaats was.
Nicaragua werd pas op het laatste moment toegevoegd nadat enkele dagen voor de start in Mexico-Stad duidelijk werd dat de overheid van het aanvankelijk uitgekozen Cuba de toestemming om in het land te filmen introk.

## De Revolutieroute

### Mexico
De eerste aflevering begon op de Torre Mayor in Mexico-Stad, met 225 meter het hoogste gebouw van Latijns-Amerika. Na een korte race naar het Monument voor de Revolutie (Monumento a la Revolución) werden de acht koppels verdeeld in twee groepen, die ieder een aantal voorwerpen moesten verzamelen. De groep van vier koppels die als eerste met de voorwerpen het Plein van de Grondwet zou bereiken, kreeg één uur de beschikking over taxis om de stad te verlaten. Eén koppel kreeg een handicap; ze moesten een beeld van de Maagd van Guadalupe meezeulen. Vervolgens ging de race naar Cuautla, de stad waar de Mexicaanse revolutionair Emiliano Zapata begraven ligt. De groep van vier koppels die als eerste volledig in Cuautla aanwezig was, kreeg een vrijgeleide bij de eerste eliminatie.
In de tweede aflevering, opgenomen op 1 en 2 november 2007, stond de Dag van de Doden centraal. In Acatlán de Osorio moesten twee koppels een nachtelijke opdracht op een plaatselijk kerkhof uitvoeren. De etappe eindigde in Oaxaca, waar het eerste koppel afviel.
De route in de derde aflevering voerde door de deelstaat Chiapas. Gestart werd in Matatlán, een plaats vooral bekend vanwege de destilleerderijen waar de drank Mezcal gestookt wordt. De eerste twee koppels die arriveerden in Navenchauc overnachtten bij Tzotzil-gezinnen. In een proef moesten ze vervolgens zo veel mogelijk tortilla's produceren. De liftwedstrijd voerde verder naar Altamirano, waar bleek dat de eindstreep niet in het plaatsje zelf lag maar in een in de jungle verborgen legerkamp van het Zapatistisch Nationaal Bevrijdingsleger. De acht kilometer van Altamirano naar het kamp moesten lopend afgelegd worden.
In de vierde aflevering, de laatste opgenomen in Mexico, reisden de teams over het schiereiland Yucatán. Startpunt waren de Maya-ruïnes van Palenque. Via de stad Palenque ging de wedstrijd naar Felipe Carrillo Puerto, waar de eerste twee arriverende teams streden om een vrijgeleide. Bij de finish, bij het strand in de buurt van het plaatsje Tulum, moesten aan de hand van een foto de namen en landen van de revolutionairen Emiliano Zapata (Mexico), Augusto César Sandino (Nicaragua) en Simón Bolívar (Venezuela) worden geraden. Het koppel dat als laatste in de etappe eindigde, viel af. De rest kreeg tickets voor het volgende land op de Revolutieroute: Nicaragua.

### Nicaragua
De vijfde aflevering ging van start met een voet- en klautertocht door de Cañón de Somoto in het noorden van Nicaragua. Eenmaal uit de kloof werd koers gezet naar Ocotal, een uitvalbasis van de revolutionair Sandino en later het naar hem vernoemde Sandinistenleger. Na Ocotal werd Estelí, een centrum van tabaksteelt en sigarenproductie, aangedaan. In een proef moesten handmatig sigaren worden geproduceerd. De etappe eindigde op de Basílica Catedral de la Asunción in de stad León.
Nadat in de zesde aflevering liftend de 25 kilometer van León naar het kustplaatsje Las Peñitas was afgelegd, moesten de kandidaten overstappen in een boot voor een tocht door het natuurreservaat Isla Juan Venado. Vervolgens werd wederom liftend koers gezet naar Managua, de hoofdstad van Nicaragua, waar het standbeeld van Sandino moest worden gegroet. In Masaya werd een proef gehouden waarin de teams de Marimba moesten dansen. De finish van de etappe lag in Granada.
Vanuit Granada ging het in de zevende aflevering langs de oevers van het Meer van Nicaragua naar Rivas. Een gedeelte van de route liep over de onverharde weg La Chocolata. De eerste twee koppels die in Rivas arriveerden mochten op het eiland Ometepe een proef spelen, waarbij trossen bananen met een ossenkar moesten worden afgeleverd op drie verschillende adressen. De winnaar kreeg een vrijgeleide naar de finish. De andere teams moesten vanuit Rivas noordwaarts liften, via Niquinohomo om het Meer van Nicaragua heen naar de finishplaats Juigalpa, ten noordoosten van het meer.
De achtste aflevering speelde zich af in het Nicaraguaanse departement Chontales. Vanuit Juigalpa ging het in eerste instantie zuidwaarts, via Acoyapa richting San Carlos. Onderweg kregen de kandidaten een aantal vragen over Nicaragua voorgelegd. De winnaar won een vrijgeleide naar het volgende land op de route; Venezuela. Na de quiz ging de etappe verder richting het noorden, naar het mijnwerkersplaatsje La Libertad. Het eerste arriverende team won een vrijgeleide, de overige drie teams moesten een proef afleggen in een goudmijn. Het winnende team kreeg een uur voorsprong op weg naar de finish, in Villa Sandino.

### Venezuela
De negende aflevering begon in Venezuela. De laatste twee koppels vlogen met een klein vliegtuigje naar de hoofdstad Caracas, waar op dat moment een immense bijeenkomst was om de populariteit van de huidige president Hugo Chávez te vergroten, duizenden mensen hadden zich verzameld en roepen leuzen terwijl ze borden en spandoeken met het woord Si er op vasthielden.

## Etappe-overzicht
| Etappe | van                   | naar                  | plaatsen op de route             |
| ------ | --------------------- | --------------------- | -------------------------------- |
| 1      | Mexico-Stad           | Cuautla               |                                  |
| 2      | Cuautla               | Oaxaca                | Acatlán de Osorio                |
| 3      | Matatlán              | Zapatistenkamp        | Tuxtla, Navenchauc, Altamirano   |
| 4      | Ruïnes van Palenque   | Tulum                 | Palenque, Felipe Carrillo Puerto |
| 5      | Cañón de Somoto       | León                  | Ocotal, Estelí                   |
| 6      | León                  | Granada               | Las Peñitas, Managua, Masaya     |
| 7      | Granada               | Juigalpa              | Rivas, Ometepe, Niquinohomo      |
| 8      | Juigalpa              | Villa Sandino         | La Libertad                      |
| 9      | Pico Águila           | Barinas               | Mérida, Pico Bolívar             |
| 10     | Barinas               | San Fernando de Apure | Elorza                           |
| 11     | San Fernando de Apure | Caicara del Orinoco   |                                  |
| 12     | El Tigre              | Caracas               |                                  |

## Rangschikking
| 1 | Mark & Marlinde (NL)      |    |  |    |  | 1x | 1x | 1x |  |    | 1x |  |    |  |  |  |  |  |  |
| 2 | Peter & Veronique (B/NL)  |    |  | 1x |  |    |    |    |  | 1x |    |  | 1x |  |  |  |  |  |  |
| 3 | Marion & Dominique (NL/B) | 1x |  |    |  | 1x |    |    |  | 1x |    |  |    |  |  |  |  |  |  |
| 4 | Liesbeth & Raymond (NL)   | 1x |  |    |  |    |    | 1x |  |    |    |  |    |  |  |  |  |  |  |
| 5 | Jos & Loes (NL)           | 1x |  |    |  |    |    |    |  |    |    |  |    |  |  |  |  |  |  |
| 6 | Jamila & Hassan (B)       | 1x |  |    |  |    |    |    |  |    |    |  |    |  |  |  |  |  |  |
| 7 | Wendy & Bruno (B)         |    |  |    |  |    |    |    |  |    |    |  |    |  |  |  |  |  |  |
| 8 | Dieter & Steven (B)       |    |  |    |  |    |    |    |  |    |    |  |    |  |  |  |  |  |  |

     Het koppel had deze etappe een vrijgeleide
     Het koppel won een aantal amuletten ter waarde van 10.000 euro
     Het koppel won een aantal amuletten ter waarde van 10.000 euro ondanks een handicap deze etappe
     Het koppel begon deze etappe met een achterstand
     Het koppel had deze etappe een handicap gekregen
     Het koppel won de race
     Het koppel is afgevallen
     Het koppel heeft opgegeven
     Het koppel kwam als laatste aan, maar kreeg opnieuw een kans
- In de eerste aflevering werden de 8 koppels ingedeeld in twee teams, het rode en blauwe team.

Landen: Nederland & Vlaanderen · Frankrijk · Duitsland · Noorwegen, Zweden & Denemarken · Spanje 

Nederlandse seizoenen: 2004 · 2005 · 2006 · 2007 · 2008 · 2012 · 2017

Zie ook: Peking Express VIP · In het spoor van Peking Express · Kanakna